# Orimarga (Diotrepha) profusa
Orimarga (Diotrepha) profusa is een tweevleugelige uit de familie steltmuggen (Limoniidae). De soort komt voor in het Neotropisch gebied.